# Välikari (klippa)
Välikari är en ö i Finland. Den ligger i Bottenviken och i kommunen Uleåborg i den ekonomiska regionen  Uleåborgs ekonomiska region i landskapet Norra Österbotten, i den norra delen av landet. Ön ligger nära Uleåborg och omkring 540 kilometer norr om Helsingfors.
Öns area är 0,4 hektar och dess största längd är 110 meter i öst-västlig riktning. I omgivningarna runt Välikari växer i huvudsak blandskog. Runt Välikari är det ganska tätbefolkat, med 54 invånare per kvadratkilometer. Närmaste större samhälle är Uleåborg, 7,5 km öster om Välikari.